# Dzuarikau (dzuarikauskoje sielskoje posielenije)
Dzuarikau (ros. Дзуарикау) – wieś w Rosji, w Osetii Północnej, w rejonie ałagirskim. W 2010 liczyła 1697 mieszkańców.